# Ховард, Джимми
Джеймс «Джимми» Расселл Ховард III (англ. James «Jimmy» Russell Howard III; род. 26 марта 1984, Огденсберг, Нью-Йорк, США) — американский хоккеист, вратарь.

## Игровая карьера
Джимми Ховард свою юниорскую карьеру начал как игрок команды «Уэстпорт Райдеус» в Молодёжной хоккейной лиге восточного Онтарио (англ. Eastern Ontario Junior Hockey League сокр. EOJHL), где он играл до 16 лет, пока не оказался в юниорской сборной США. В 2002 году, после поступления в Университет Мэна, начал играть за университетскую команду «Мэн Блэк Беарз», выступавшую в Восточной хоккейной ассоциации Национальной ассоциация студенческого спорта (NCAA). За «Чёрных медведей» отыграл три сезона. В сезоне 2003/04 помог «Мэн Блэк Бирс» добраться до финальной серии NCAA по хоккею, но в финале команда Ховарда уступила команде Денверского университета из-за спорной шайбы со счётом 0:1.
На драфте НХЛ в 2003 году был выбран во 2-м раунде под общим 64-м номером клубом «Детройт Ред Уингз». Начиная с сезона 2005/06, Ховард начал играть в АХЛ за фарм-клуб «Красных крыльев» — команду «Гранд-Рапидс Гриффинс». Первый сезон в АХЛ стал для него одним из лучших в его карьере: Джимми установил много личных рекордов, стал первым игроком из состава «Гранд-Рапидс Гриффинс», включенным в символическую сборную новичков АХЛ. Кроме того, благодаря Ховарду «Гриффинс» установили рекорд, одержав 12 побед подряд.
28 ноября 2005 года дебютировал в НХЛ в матче с «Лос-Анджелес Кингз» и одержал победу, пропустив 2 шайбы после 24 бросков. Всего в сезоне 2005/06 в НХЛ сыграл в четырёх матчах.
Следующий раз Ховард сыграл в НХЛ лишь спустя 2 года. В сезоне 2007/08 в течение февраля Джимми четыре раза становился на защиту ворот «Красных крыльев». Из-за того, что Ховард провёл всего 4 игры в регулярном сезоне 2007/08, он не имел права на выгравирование его имени на Кубке Стэнли, однако был включён в фото команды с кубком и получил заветный трофей на день, а также кольцо с изображением Кубка Стэнли от руководства «Ред Уингз».
После того как основным вратарём «Красных крыльев» стал Крис Осгуд, а ставший запасным по ходу сезона 2007/08 Доминик Гашек объявил о завершении карьеры в 2008 году, у Джимми появился шанс закрепиться в составе «Детройта». Однако конкурировать за место второго вратаря пришлось с более опытным Таем Конклином, и Джимми эту борьбу проиграл, сыграв в сезоне 2008/09 в НХЛ всего одну игру.
Новый шанс проявить себя и получить место в основном составе у Ховарда появился уже в следующем сезоне, после того как руководство «Красных крыльев» не стало подписывать новый контракт с Таем Конклиным. Джимми оформил свою первую победу в 27 октября в матче против «Ванкувер Кэнакс», сделав 20 сейвов. 17 декабря 2009 года Джимми сделал свой первый шатаут в карьере в матче против «Тампа-Бэй Лайтнинг», и «Детройт» победил со счётом 3:0. К середине сезона Ховард стал основным вратарём своей команды и закончил регулярный сезон с отличной статистикой 37-15-10, поставившей его в топ-5 вратарей по коэффициенту надежности и проценту отбитых бросков. 14 апреля 2010 года Ховард сыграл в своей первой игре в плей-офф в матче против «Финикс Койотис», в котором «Красные крылья» проиграли со счётом 2:3. 20 апреля 2010 года Джимми сделал в своей карьере первый шатаут в рамках плей-офф, отразив 29 бросков по своим воротам, а «Ред Уингз» выиграли со счётом 3:0. «Детройт» расправился с «Койотами» в семи матчах, а Ховард провёл первую в своей карьере семиматчевую серию плей-офф. В следующем раунде «Ред Уингз» закончили борьбу за Кубок Стэнли, проиграв в 5 матчах «Сан-Хосе Шаркс». По итогам сезона 2009/10 Ховард был номинирован на «Колдер Трофи», но занял второе место, уступив новичку «Баффало Сейбрз» Тайлеру Майерсу.
Сезон 2010/11 Джимми начал с шатаута, сделав 21 сейв в игре против «Анахайм Дакс». 28 февраля 2011 года Ховард подписал двухлетний контракт с «Красными крыльями» с зарплатой $2,25 млн за каждый сезон. В плей-офф Кубка Стэнли 2011 «Детройт Ред Уингз» проиграли во втором раунде в семи матчах «Сан-Хосе Шаркс».
Перед паузой, связанной с проведением Матча всех звёзд в сезоне 2011/12, Ховард провёл на льду 49 матчей, одержав в них 30 побед. Он внёс большой вклад в 23-х матчевую беспроигрышную домашнюю серию «Красных крыльев», защищая ворота своей команды в 17 матчах этой серии. В плей-офф же Джимми, как и вся команда, сыграл неудачно, хотя и ни разу не пропустил больше 3-х шайб в пяти матчах с «Нэшвилл Предаторз».
В укороченном из-за локаута сезоне 2012/13 сыграл в 42 матчах из 48 и выиграл 21 раз, а «Детройт Ред Уингз» в 22-й раз подряд попали в плей-офф Кубка Стэнли. Но в плей-офф «Ред Уингз» снова не смогли пройти дальше второго раунда, уступив будущему победителю «Чикаго Блэкхокс» 3-4 в серии. Сам Джимми сыграл во всех 14 матчах команды и отразил 92,4 % бросков.
В течение сезона 2012/13 Ховард подписал новый шестилетний контракт с «Детройт Ред Уингз» общей стоимостью $ 31,8 млн ($ 5,3 млн в год).
Сезон 2013/14 для Джимми оказался не слишком успешным из-за нестабильной игры, хотя этот факт не помешал Ховарду остаться основным вратарём «Детройта». Ховард провёл на льду 51 матч в регулярном сезоне, а второй вратарь «Красных крыльев» Юнас Густавссон вставал в рамку ворот 27 раз. Череда травм Джимми также внесла свой вклад в не слишком удачную игру. В плей-офф Кубка Стэнли 2014 «Красные крылья» проиграли в первом раунде «Бостон Брюинз» в пятиматчевой серии. Джимми отыграл первую игру серии на «ноль» и был признан второй звездой матча. Однако следующие 4 матча (Ховард защищал ворота своей команды ещё в двух встречах) «Ред Уингз» проиграли.
В сезоне 2014/15 конкурентом Ховарда за место в воротах «Детройта» стал чех Петр Мразек. Джимми сыграл в 53 матчах в регулярном чемпионате, а Петр в 29, но статистические показатели у чеха были лучше, и в плей-офф именно он стал основным вратарем «Красных крыльев», начиная в стартовом составе во всех 7 матчах серии против «Тампы-Бэй Лайтнинг».
В следующем сезоне 2015/16 Ховард и Мразек играли поочередно, но большая нагрузка выпала на долю чеха, сыгравшего в 54 матчах. Джимми сыграл лишь в 37. Тем не менее, именно Ховард начал плей-офф основным голкипером, но проиграв первые матча и пропуская в среднем 3,59 шайб за игру, сел в запас. «Детройт» проиграл серию 1-4, хотя Мразек в своей первой игре сделал шатаут, а в решающей пятой пропустил лишь 1 шайбу.
Летом 2016 года появились слухи о возможном обмене Ховарда из-за необходимости подписывать новый контракт с Мразеком и проблемой с потолком зарплат. Однако Джимми остался, но начинал сезон уже в качестве резервного голкипера. После довольно удачных первых матчей в игре Мразека наступил спад, и Ховард вновь стал основным голкипером команды, выходя в стартовом составе в 8 из 12 матчей в ноябре. Однако серьезная травма колена, полученная в декабре, выбила вратаря из игры на 2 месяца. После нее Ховарда отправили набирать форму в АХЛ. Сыграв в сезоне лишь 26 матчей, Ховард стал вторым по проценту отраженных бросков (92,7 %) и третьим по коэффициенту надёжности (2,1). Но уверенная игра вратаря не помогла «Детройту», и команда прервала серию из 25 подряд выходов в плей-офф. Летом «Ред Уингз» защитили именно Джимми на драфте расширения, однако «Вегас Голден Найтс» не стал забирать Мразека, предпочтя ему Томаса Носека.

## Международные выступления
Джимми играл в составе сборной США на юниорском чемпионате мира 2002 года, на котором американцы взяли золото, а сам Ховард провёл на льду 6 матчей.
На молодёжном чемпионате мира 2003 года сыграл в 3 матчах за «звёздно-полосатых». Сборная США на том турнире заняла итоговое 4-е место.
После того как «Детройт Ред Уингз» проиграли в первом раунде плей-офф Кубка Стэнли 2012, Ховард принял решение сыграть в составе сборной США на чемпионате мира 2012 года. Результат американцев оказался весьма скромным на чемпионате — проигрыш финнам в ¼ финала и итоговое 7-е место, а сам Ховард провёл на льду семь матчей.
Джимми был включён в состав сборной США на зимние Олимпийские игры 2014, которые проходили в Сочи, но на турнире так и не сыграл ни одной игры в составе свой команды.

## Достижения
- Рекорд Университета Мэна по шатаутам, ПШСР и проценту сейвов. Все три рекорда установил за один сезон.
- Получил награду от представителя Законодательного собрания штата штата Мэн Криса Грили в июле 2011 за его успехи как профессионального хоккеиста и хоккеиста колледжа, так и за его работу в программе детского хоккея.
- Рекорд национальной ассоциации студенческого спорта по ПШСР (1.19) и проценту сейвов (0.954) в сезоне 2003/04[4]
- Единственный вратарь НХЛ который отражал буллиты в каждой из своих первых двух игр[12].
- Был выбран в команду новичков АХЛ 2005/06[13].
- В 2009/10 был назван новичком года команды «Детройт Ред Уингз» по итогом голосования ассоциации телерадиовещателей спорта Детройта.
- Второе место в 2010 году на «Колдер Трофи»

## Статистика карьеры

### Регулярный сезон
| 2001-02   | Ю. С. Нэйшнл Девелопмент Тим | USHL      | 8   | 4   | 3   | 0  | 425    | 14   | 0  | 1.98 | -    | —  | —  | —  | — | —    | —   | — | —    | —    |
| 2001-02   | Ю. С. Нэйшнл Девелопмент Тим | NAHL      | 8   | 3   | 4   | 0  | 381    | 25   | 0  | 3.93 | -    | —  | —  | —  | — | —    | —   | — | —    | —    |
| 2002-03   | Мэн Блэк Беарз               | NCAA      | 21  | 14  | 6   | 0  | 1151   | 47   | 3  | 2.45 | -    | —  | —  | —  | — | —    | —   | — | —    | —    |
| 2003-04   | Мэн Блэк Беарз               | NCAA      | 23  | 14  | 4   | 3  | 1364   | 27   | 6  | 1.19 | -    | —  | —  | —  | — | —    | —   | — | —    | —    |
| 2004-05   | Мэн Блэк Беарз               | NCAA      | 39  | 19  | 13  | 7  | 2310   | 74   | 6  | 1.92 | -    | —  | —  | —  | — | —    | —   | — | —    | —    |
| 2005-06   | Детройт Ред Уингз            | НХЛ       | 4   | 1   | 2   | 0  | 201    | 10   | 0  | 2.99 | 90.4 | —  | —  | —  | — | —    | —   | — | —    | —    |
| 2005-06   | Гранд-Рапидс Гриффинс        | АХЛ       | 38  | 27  | 6   | 2  | 2141   | 92   | 2  | 2.58 | 91.0 | 13 | 5  | 7  | 0 | 763  | 44  | 0 | 3.46 | 88.5 |
| 2006-07   | Гранд-Рапидс Гриффинс        | АХЛ       | 49  | 21  | 21  | 3  | 2776   | 125  | 6  | 2.70 | 91.1 | 7  | 3  | 4  | 0 | 434  | 14  | 0 | 1.94 | 92.7 |
| 2007-08   | Гранд-Рапидс Гриффинс        | АХЛ       | 54  | 21  | 28  | 2  | 3097   | 146  | 2  | 2.83 | 90.7 | —  | —  | —  | — | —    | —   | — | —    | —    |
| 2007-08   | Детройт Ред Уингз            | НХЛ       | 4   | 0   | 2   | 0  | 198    | 7    | 0  | 2.13 | 92.6 | —  | —  | —  | — | —    | —   | — | —    | —    |
| 2008-09   | Гранд-Рапидс Гриффинс        | АХЛ       | 45  | 21  | 15  | 7  | 2644   | 112  | 4  | 2.54 | 91.6 | 10 | 4  | 6  | 0 | 598  | 24  | 0 | 2.41 | 90.0 |
| 2008-09   | Детройт Ред Уингз            | НХЛ       | 1   | 0   | 1   | 0  | 59     | 4    | 0  | 4.07 | 85.7 | —  | —  | —  | — | —    | —   | — | —    | —    |
| 2009-10   | Детройт Ред Уингз            | НХЛ       | 63  | 37  | 15  | 10 | 3741   | 141  | 3  | 2.26 | 92.4 | 12 | 5  | 7  | 0 | 721  | 33  | 1 | 2.75 | 91.5 |
| 2010-11   | Детройт Ред Уингз            | НХЛ       | 63  | 37  | 17  | 5  | 3616   | 168  | 2  | 2.79 | 90.8 | 11 | 7  | 4  | 0 | 674  | 28  | 0 | 2.50 | 92.3 |
| 2011-12   | Детройт Ред Уингз            | НХЛ       | 57  | 35  | 17  | 4  | 3361   | 119  | 6  | 2.13 | 92.0 | 5  | 1  | 4  | 0 | 296  | 13  | 0 | 2.64 | 88.8 |
| 2012-13   | Детройт Ред Уингз            | НХЛ       | 42  | 21  | 13  | 7  | 2446   | 87   | 5  | 2.13 | 92.3 | 14 | 7  | 7  | 0 | 860  | 35  | 1 | 2.44 | 92.4 |
| 2013-14   | Детройт Ред Уингз            | НХЛ       | 51  | 21  | 19  | 11 | 3004   | 133  | 2  | 2.41 | 91.0 | 3  | 1  | 2  | 0 | 179  | 6   | 1 | 2.02 | 93.1 |
| 2014-15   | Детройт Ред Уингз            | НХЛ       | 53  | 23  | 13  | 11 | 2971   | 121  | 2  | 2.44 | 91.0 | 1  | 0  | 0  | 0 | 20   | 1   | 0 | 3.00 | 91.7 |
| 2015-16   | Детройт Ред Уингз            | НХЛ       | 37  | 14  | 14  | 5  | 1974   | 92   | 2  | 2.80 | 90.6 | 2  | 0  | 2  | 0 | 118  | 7   | 0 | 3.59 | 89.1 |
| 2016-17   | Детройт Ред Уингз            | НХЛ       | 26  | 10  | 11  | 1  | 1397   | 49   | 1  | 2.10 | 92.7 | —  | —  | —  | — | —    | —   | — | —    | —    |
| 2016-17   | Гранд-Рапидс Гриффинс        | АХЛ       | 4   | 3   | 1   | 0  | 227    | 8    | 1  | 2.11 | 92.0 | —  | —  | —  | — | —    | —   | — | —    | —    |
| 2017-18   | Детройт Ред Уингз            | НХЛ       | 60  | 22  | 27  | 9  | 3368   | 160  | 1  | 2.85 | 91.0 | —  | —  | —  | — | —    | —   | — | —    | —    |
| 2018-19   | Детройт Ред Уингз            | НХЛ       | 55  | 23  | 22  | 5  | 3053   | 156  | 0  | 3.07 | 90.9 | —  | —  | —  | — | —    | —   | — | —    | —    |
| 2019-20   | Гранд-Рапидс Гриффинс        | АХЛ       | 2   | 1   | 1   | 0  | 124    | 5    | 0  | 2.42 | 91.7 | —  | —  | —  | — | —    | —   | — | —    | —    |
| 2019-20   | Детройт Ред Уингз            | НХЛ       | 27  | 2   | 23  | 2  | 1372   | 96   | 0  | 4.20 | 88.2 | —  | —  | —  | — | —    | —   | — | —    | —    |
| НХЛ всего | НХЛ всего                    | НХЛ всего | 543 | 246 | 196 | 70 | 30 755 | 1343 | 24 | 2.62 | 91.2 | 48 | 21 | 26 | 0 | 2864 | 123 | 3 | 2.58 | 91.8 |

### Международные турниры
| Год       | Команда   | Турнир    |   | И | В | П | Н/ОТ | Мин | ПШ | «0»  | ПШСР |
| --------- | --------- | --------- | - | - | - | - | ---- | --- | -- | ---- | ---- |
| 2002      | США       | ЮЧМ       | 6 | 5 | 1 | 0 | 360  | 8   | 1  | 1.33 |      |
| 2003      | США       | МЧМ       | 3 | 0 | 1 | 0 | 79   | 8   | 0  | 6.05 |      |
| 2012      | США       | ЧМ        | 7 | 5 | 2 | 0 | 421  | 17  | 0  | 2,42 |      |
| 2014      | США       | ОИ        | — | — | — | — | —    | —   | —  | —    |      |
| ЮЧМ всего | ЮЧМ всего | ЮЧМ всего | 6 | 5 | 1 | 0 | 360  | 8   | 1  | 1.33 |      |
| МЧМ всего | МЧМ всего | МЧМ всего | 3 | 0 | 1 | 0 | 79   | 8   | 0  | 6.05 |      |
| ЧМ всего  | ЧМ всего  | ЧМ всего  | 7 | 5 | 2 | 0 | 421  | 17  | 0  | 2,42 |      |

## Личная жизнь
Женат на Рейчел Ховард. 23 октября 2011 года у пары появился первенец — Джеймс Расселл Ховард IV.